# Lucidina natsumiae
Lucidina natsumiae là một loài bọ cánh cứng trong họ Đom đóm (Lampyridae). Loài này được M. Chujo & Satô miêu tả khoa học năm 1972.